# Barraca de vinya (Artés)
La Barraca de vinya és una obra del municipi d'Artés (Bages) inclosa en l'Inventari del Patrimoni Arquitectònic de Catalunya.

## Descripció
Aquesta podria ésser el prototipus de barraca de vinya de l'àrea artesenca que tenen la particularitat d'ésser predominant la planta quadrada i d'ésser fetes en gresos vermells (pedra local). Cal dir que als municipis veïns la planta acostuma a ser rodona. Les dimensions d'aquesta barraca són de 2m x 2 m.aproximadament. Està integrada al marge d'una feixa, també en pedra seca. La coberta s'aconsegueix per aproximació de les pedra, tancant-la amb una gran llosa que, a més, és recoberta de fang i pedra petita. Té una única obertura. Les dimensions dels blocs de pedra són irregulars, predominant les de 30 cm. aproximadament.

## Història
Aquest tipus de barraca amb pedra seca té molta relació amb el conreu de la vinya, conreu molt important a Artés. Al s.XIX, durant l'expansió de la vinya, els pagesos van recórrer a tècniques de construcció molt antigues per construir un refugi on buscar aixopluc, on guardar les eines, etc. Les pedra amb què eren fetes provenien de pedres de l'estrat rocós del camp, que sortien en llaurar. Les cabanes es solien fer entre dues feixes a diferent nivell, la qual cosa representava un estalvi d'espai, ja que s'ocupa un espai normalment no apte per a la vinya.